# Ханенде
Ханенде (азерб. xanəndə) — азербайджанские народные певцы, исполнители мугамов.
Ханенде обычно обладали не только прекрасными голосами, но и большим знанием в области мугамного искусства, которое было накоплено многими поколениями народных музыкантов Азербайджана. Красота мугамной мелодии и мугамного исполнения зависит от мастерства каждого ханенде, его индивидуальной фантазии и умения импровизировать. Поэтому ханенде являлись не только певцами-исполнителями, но и пропагандистами азербайджанской культуры и музыкального искусства. В своих песнях ханенде использовали строки из произведений таких выдающихся поэтов и классиков, как Низами Гянджеви, Физули, Насими и мн.др.

## Известные ханенде
| - Эйнулла Джабраилов - Хан Шушинский - Сейид Шушинский - Зульфугар Адигёзалов - Джаббар Каръягдыоглы - Абульфат Алиев |  | - Муталлим Муталлимов - Бюльбюльджан - Ягуб Мамедов - Ислам Рзаев - Ариф Бабаев - Джанали Акперов |  | - Муршуд Мамедов - Гадир Рустамов - Вахид Абдуллаев - Сахавет Мамедов - Захид Гулиев - Нариман Аллахверди |  | - Карахан Бейбутов - Мансум Ибрагимов - Сабир Абдуллаев - Фехруз Мамедов - Сулейман Абдуллаев - Алим Гасымов |  | - Агахан Абдуллаев - Сакина Исмайлова - Мелекханым Эйюбова - Алибаба Мамедов - Гэндаб Гулиева - Сабир Новрузов - Алмаханим Ахмедли | - Саттар |